# Chrysolina fuliginosa
Chrysolina fuliginosa är en skalbaggsart som först beskrevs av Olivier 1807.  Chrysolina fuliginosa ingår i släktet Chrysolina, och familjen bladbaggar. Arten har ej påträffats i Sverige.